# Гейно Ямаширогуми
„Гейно Ямаширогуми“ (на японски: 芸能山城組) е японска музикална група.
Основана през 1974 година от Цутому Охаши, известен и с псевдонима Шоджи Ямаширо, тя включва стотици любители, чиято цел е точното пресъздаване на екзотична фолклорна музика. Вторият албум на групата „地の響〜東ヨーロッパを歌う“ (1976) включва български (главно преработки и авторски композиции на Филип Кутев), руски и грузински народни песни. „Гейно Ямаширогуми“ е най-известна с музиката на култовия анимационен филм „Акира“.